# Ricinocarpos pinifolius
Ricinocarpos pinifolius là một loài thực vật có hoa trong họ Đại kích. Loài này được Desf. miêu tả khoa học đầu tiên năm 1817.

## Hình ảnh

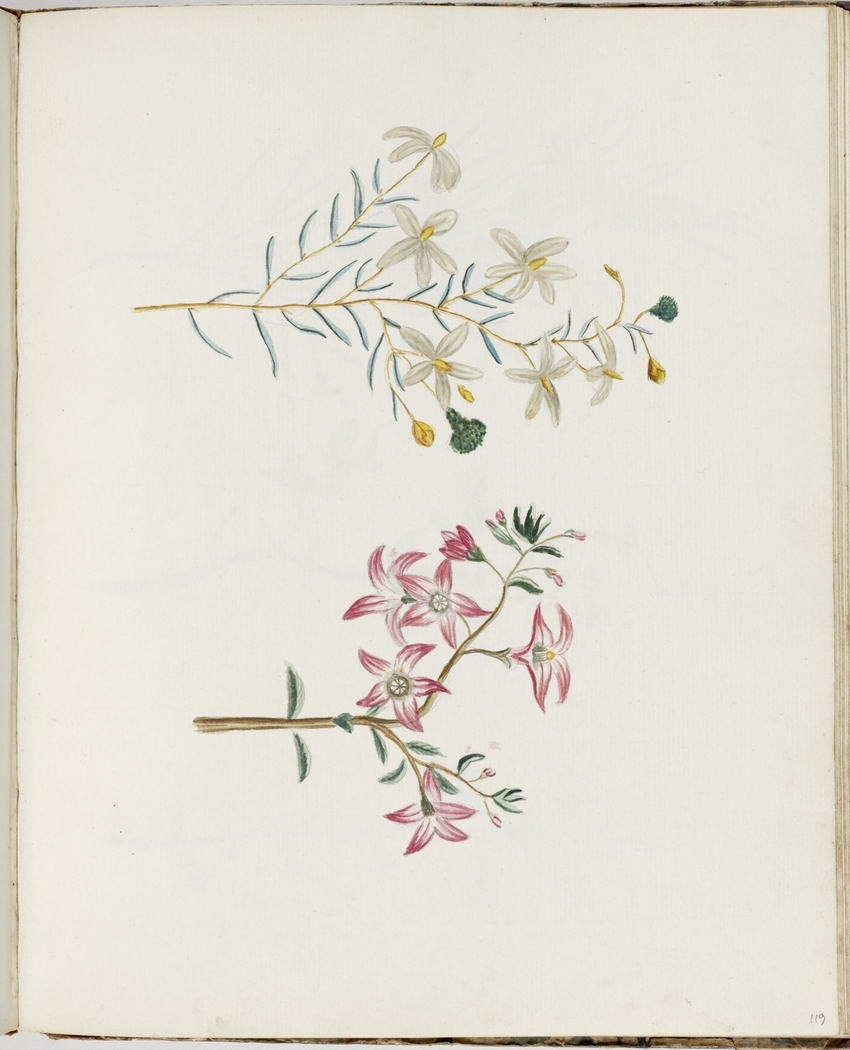
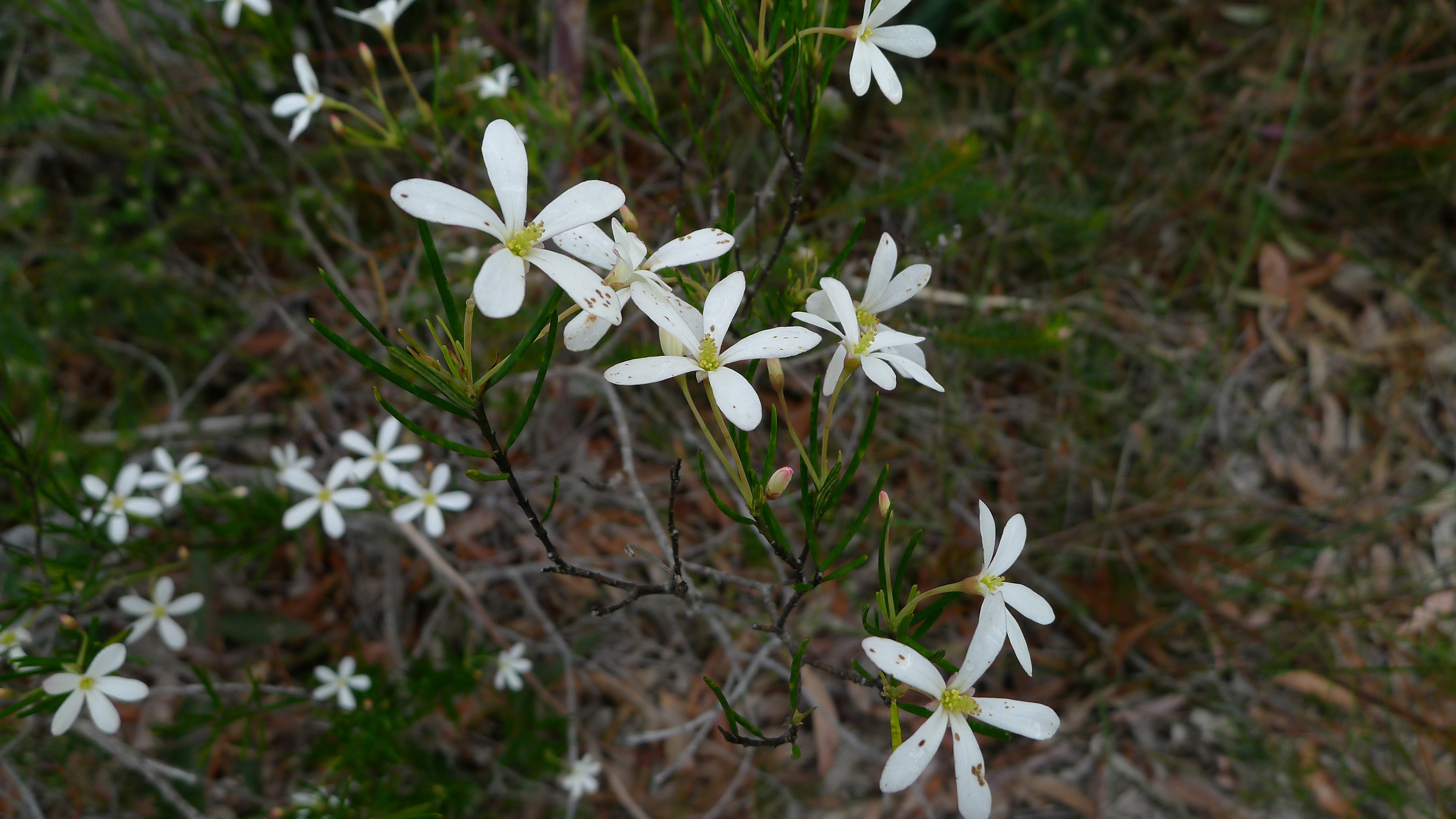